# Zgromadzenie Metropolitalne Sekondi Takoradi
Zgromadzenie Metropolitalne Sekondi Takoradi – jeden z czternastu dystryktów w Regionie Zachodnim, w Ghanie, położony nad Zatoką Gwinejską. Według spisu w 2021 roku liczy 245,4 tys. mieszkańców. Stolicą administracyjną dystryktu jest miasto Sekondi-Takoradi.
Z gęstością zaludnienia 3693 os./km² jest najbardziej zaludnionym dystryktem Regionu Zachodniego.

## Gospodarka
Dystrykt napędzany przez usługi i administrację z gniazdami działalności przemysłowej. Oprócz oddziałów regionalnych i metropolitalnych służb publicznych i cywilnych, działają tutaj prywatne międzynarodowe firmy, takie jak Tullow, Vodafone, Ghana National Petroleum Corporation (GNPC) itp. Do dużych znaczących hoteli należą Raybow, Akroma Plaza, Planter Londge i Atlantic.
Znaczący wpływ na gospodarkę dystryktu ma także turystyka. Pozostała działalność gospodarcza obejmuje produkcję (w tym metali), przetwórstwo produktów rolno-leśnych (w tym młyny, przetwórstwo kakao i zakład obróbki drewna Dupaul). Rybołówstwo to kolejna kluczowa działalność gospodarcza, która jest aktywnie podejmowana wzdłuż nadmorskich miejscowości takich jak: New Takoradi, Sekondi, Essaman, Ngyiresia i Nkotompo.